# Хот Спрингс (окръг)
Окръг Хот Спрингс (на английски: Hot Springs County) е окръг в щата Уайоминг, Съединени американски щати. Площта му е 5196 km², а населението – 4679 души (2000). Административен център е град Термополис.